# Killing Machine
| 전문가 평가                   | 전문가 평가 |
| 평가 점수                     | 평가 점수   |
| 출처                          | 점수        |
| ----------------------------- | ----------- |
| AllMusic                      | [ 3 ]       |
| Encyclopedia of Popular Music | [ 4 ]       |

《Killing Machine》 (클리블랜드 초등학교 총기 난사 논란으로 미국에서 《Hell Bent for Leather》로 알려짐)은 영국의 헤비 메탈 밴드 주다스 프리스트의 다섯 번째 스튜디오 음반이다. 1978년 11월에 발매된 이 음반은 밴드를 좀 더 상업적인 스타일로 몰아붙였지만, 여전히 이전 음반의 어두운 서정적인 주제들을 담고 있었다. 비슷한 시기에, 밴드 멤버들은 동성애자 가죽 문화에 대한 롭 핼퍼드의 관심에서 영감을 받아 현재 유명한 "레더 앤 스터즈" 패션 이미지를 채택했다. 이 음반은 드러머 레스 빙크스가 수록된 밴드의 마지막 스튜디오 음반이다.

## 국제 버전 및 미국 버전
이 음반의 제목은 1979년 초 미국 발매로 《Hell Bent for Leather》로 불렸다. 컬럼비아/CBS의 미국 지부가 타이틀의 "살인적인 의미"를 싫어했기 때문이다. 이 두 타이틀은 초기 플리트우드 맥 커버인 〈The Green Manalishi (With the Two Prong Crown)〉가 미국 발매에 추가된 음반의 곡들에서 따왔다.
이 음반은 영국에서도 빨간 바이닐로 눌려 있었다.

## 재발행
이 음반은 2001년에 리마스타드되었으며, 두 곡의 보너스 트랙이 추가되었다(영국에서는 세 곡). 보너스 트랙 〈Fight for Your Life〉는 주다스 프리스트의 《Defenders of the Faith》 음반에 수록된 〈Rock Hard Ride Free〉의 "오리지널" 버전이었다. 〈The Green Manalishi (With the Two-Pronged Crown)〉는 영국 리마스터의 보너스 트랙이지만 미국 버전에서는 정규 트랙으로 꼽힌다. 2010년, 오디오 애호가라는 오디오 피델리티는 가죽용 헬 벤트의 한정판 24캐럿 금색 CD를 발매했다. 마스터링은 스티브 호프만에 의해 수행되었고, 2001년 판의 보너스 트랙을 포함하고 있지 않다.

## 곡 목록
| #  | 제목                      | 작사·작곡                          | 재생 시간 |
| -- | ------------------------- | ---------------------------------- | --------- |
| 1. | 〈Delivering the Goods〉  | 롭 핼퍼드, K. K. 다우닝, 글렌 팁톤 | 4:16      |
| 2. | 〈Rock Forever〉          | 핼퍼드, 다우닝, 팁톤               | 3:19      |
| 3. | 〈Evening Star〉          | 핼퍼드, 팁톤                       | 4:06      |
| 4. | 〈Hell Bent for Leather〉 | 팁톤                               | 2:41      |
| 5. | 〈Take On the World〉     | 핼퍼드, 팁톤                       | 3:00      |

| #   | 제목                                               | 작사·작곡            | 재생 시간 |
| --- | -------------------------------------------------- | -------------------- | --------- |
| 6.  | 〈Burnin' Up〉                                     | 다우닝, 팁톤         | 4:07      |
| 7.  | 〈The Green Manalishi (With the Two Prong Crown)〉 | 피터 그린            | 3:23      |
| 8.  | 〈Killing Machine〉                                | 팁톤                 | 3:01      |
| 9.  | 〈Running Wild〉                                   | 팁톤                 | 2:58      |
| 10. | 〈Before the Dawn〉                                | 핼퍼드, 다우닝, 팁톤 | 3:23      |
| 11. | 〈Evil Fantasies〉                                 | 핼퍼드, 다우닝, 팁톤 | 4:15      |

## 인증
| 국가                       | 인증     | 판매량/출하량 |
| -------------------------- | -------- | ------------- |
| 캐나다 (뮤직 캐나다)       | 플래티넘 | 100,000^      |
| 영국 (BPI)                 | 실버     | 60,000^       |
| 미국 (RIAA)                | 골드     | 500,000^      |
| ^출하량을 기반으로 한 인증 |          |               |